# Hoanghonius
Hoanghonius — рід адапіформних приматів, що жили в Азії в середньому еоцені.